# دانیل دفو
دانیل دِفو (به انگلیسی: Daniel Defoe) ‏(۱۶۶۰–۱۷۳۱) نویسنده انگلیسی است که به خاطر رمان رابینسون کروزوئه، معروفترین اثرش، به او لقب «پدر رمان انگلیسی» را داده‌اند.
 او به غیر از فعالیت در زمینه نویسندگی، یک تاجر، مأمور اطلاعاتی و روزنامه‌نگار نیز بود.

## زندگی
دفو در حدود سال ۱۶۶۰ میلادی در لندن از خانواده‌ای که از معاندان و مخالفان کلیسای رسمی انگلستان بودند به دنیا آمد. او در سن ۱۴ سالگی در آکادمی منسوب به مخالفان، زبانهای فرانسوی، اسپانیایی و همچنین تاریخ را آموخت و در درس جغرافیا تسلط یافت. دفو سپس به پیشه تجارت خارجی روی آورد و به فرانسه و اسپانیا سفر کرد.
دوفو در نوشته‌های خود از مذهب و کلیسا انتقاد می‌کرد و خواهان دگرگونی مناسبات اقتصادی و اجتماعی بود. وی چندین بار به دلیل نوشته‌های خود علیه اشراف و کلیسا به زندان افتاد. یک بار او را به اتهام «تحریک افکار عمومی» بسته در غل و زنجیر، در میدان مرکزی شهر به تیر چراغ بستند.
در کنار کار تجارت، او با زبان طنز به نوشتن رساله‌های منتقدانه پرداخت و در آن خواستار اصلاحات مذهبی، اقتصادی و رفاه اجتماعی شد و در هجونامه‌ای از آزار و اذیت مخالفان سیاسی و مذهبی انتقاد کرد و به خاطر آن برای مدتی به زندان افتاد. دفو پس از آزادی، برای یک رجل سیاسی به نام روبرت هارلی (که باعث آزادی او از زندان شده بود) رساله‌های سیاسی نگاشت و در تلاش برای اتحاد دوباره انگلیس و اسکاتلند به مأمور مخفی او بدل شد.
دفو در سالهای پایانی زندگی خود، به نوشتن داستانهای خیالی روی آورد. بصیرت او نسبت به طبیعت نوع بشر و پرداختن او به جزئیات واقع‌گرایانه، داستانهایش را حقیقی جلوه می‌داد. علاقه بسیار او به ماجراجویی و مسافرت‌های دوردست در کتاب «تاریخچه حقیقی» دزدان دریایی او و با آمیختن تخیلات با واقعیات تاریخی انعکاس یافته‌است. او در سال ۱۷۱۹ رمان رابینسون کروزوئه را به رشته تحریر درآورد. دفو آخرین رمانش را به نام رکسانا در سال ۱۷۲۴ نوشت و در ۲۴ آوریل ۱۷۳۱ در لندن درگذشت.

## آثار
- رابینسون کروزوئه
- رکسانا
- کامیابی‌ها و شکست‌های مل فلانرز معروف
- کلنل جک
- زندگی کاپیتان سینگلتون دزد دریایی
- یادداشت‌های سال طاعون
- مرد انگلیسی اصیل
- خاطرات یک شوالیه (خاطرات یم سوارکار)
- سیری در سراسر جزیره بریتانیای کبیر
- تاریخ سیاسی شیطان
- تاجر کامل انگلیسی
- کوتاه‌ترین راه برای پایان غائله ناسازگاران